# Bitka kod Abrita
Bitka kod Abrita ili  Bitka kod Forum Terebronija, se odigrala u ljeto 251. u tadašnjoj rimskoj provinciji Moesia Inferior (suvremeni Razgrad u Bugarskoj) između rimskih snaga pod carem Trajanom Decijem na jednoj, i federacije gotskih plemena na čelu s kraljem Cnivom na drugoj strani. Decije je nastojao uništiti Cnivine snage koje su godinu dana ranije bile prešle Dunav te zauzele i opustošile veliki broj gradova u Meziji, a potom se počele povlačiti preko Dunava s bogatim plijenom. O bitci i njenim detaljima postoje oskudni podaci, ali većina povjesničara vjeruje da je Decijeva vojska bila brojčano nadmoćna. Cniva je, međutim, svoje jedinice podijelio u manje, ali pokretljive skupine te je vješto koristio močvarni teren kako bi Rimljane namamio u dobro pripremljenu zasjedu. Tada je najveći dio rimske vojske uništen, a u bitci su poginuli Decijev sin i suvladar Herenije Etrurac, a potom i sam Decije. Ostaci rimskih trupa su za cara proglasili Trebonijana Gala (a rimski povjesničari njegovo prebrzo i nespretno nastojanje da preuzme krunu navode kao glavni izvor poraza), koji je potom s Knivom sklopio ponižavajući mirovni ugovor kojim mu dozvoljava da se s plijenom povuče iz Dunava nego i na plaćanje danka kojim bi ga odvratio od daljih napada. 
Bitka kod Abrita je predstavljala prvi slučaj da je jedan rimski car poginuo u sukobu s ne-rimskom vojskom, odnosno prvi slučaj da se neki barbarski vladar nekažnjeno opustošio područje Carstva. Rimski pisac Amijan Marcelin je kasnije bitku kod Abrita opisao kao najgori rimski poraz nakon Teutoburške šume a prije Adrianopolisa 278. Suvremeni kršćanski autori su, pak, ovu vojnu katastrofu kao i smrt Decijevog sina od kuge iste godine tumačili kao Božju kaznu za Decijeve progone kršćana. Suvremeni povjesničari, pak, bitku kod Abrita tumače kao posljedicu sve veće demoralizacije i slabljenja rimske vojske karakteristične za krizu 3. stoljeća.